# NGC 734
NGC 734 è una vasta e lontana galassia a spirale barrata situata nella costellazione della Balena, a una distanza di circa 564 milioni di anni luce dalla nostra Via Lattea.

## Scoperta
La galassia è stata scoperta il 9 novembre 1885 dall'astronomo statunitense Francis Leavenworth.

## Descrizione
In alcuni cataloghi NGC 734 veniva incorrettamente associata a PGC 7121, mentre la corrispondenza corretta è con PGC 170023. Il database Simbad e HyperLeda identificano tuttora NGC 734 con PGC 7121, mentre su NED la corrispondenza è con PGC 170023.